# أولغا من ألاسكا
أولغا ميخائيل من ألاسكا (3 فبراير 1916 – 8 نوفمبر 1979) هي سيدة مسيحية من قومية اليوبيك الأصلية في ألاسكا وزوجة كاهن من مدينة كويثلوك على نهر كوسكوكويم.
كان زوجها نيكولاي ميخائيل مدير مكتب البريد في القرية، ثم رئيس الأبرشية. واشتغلت قابلة. أنجبت أولغا وربت العديد من الأطفال. كما احتضنت النساء اللائي تعرضن للإساءات كالعنف الزوجي والاعتداء الجنسي.

## التطويب
تجدر الإشارة إلى أن أولغا ميخائيل لم تطوب من أي سلطة كنسية بعد، لكنها تعتبر قديسة في المنظور الشعبي، ليس رسميا.